# جاکومو کیازولینو
جاکومو کیازولینو (انگلیسی: Giacomo Chiazzolino؛ زادهٔ ۲۵ مهٔ ۱۹۸۶) بازیکن فوتبال اهل ایتالیا است.
از باشگاه‌هایی که در آن بازی کرده‌است می‌توان به باشگاه فوتبال یوونتوس، باشگاه فوتبال آلساندریا، و باشگاه فوتبال پارما اشاره کرد.